# TIGA

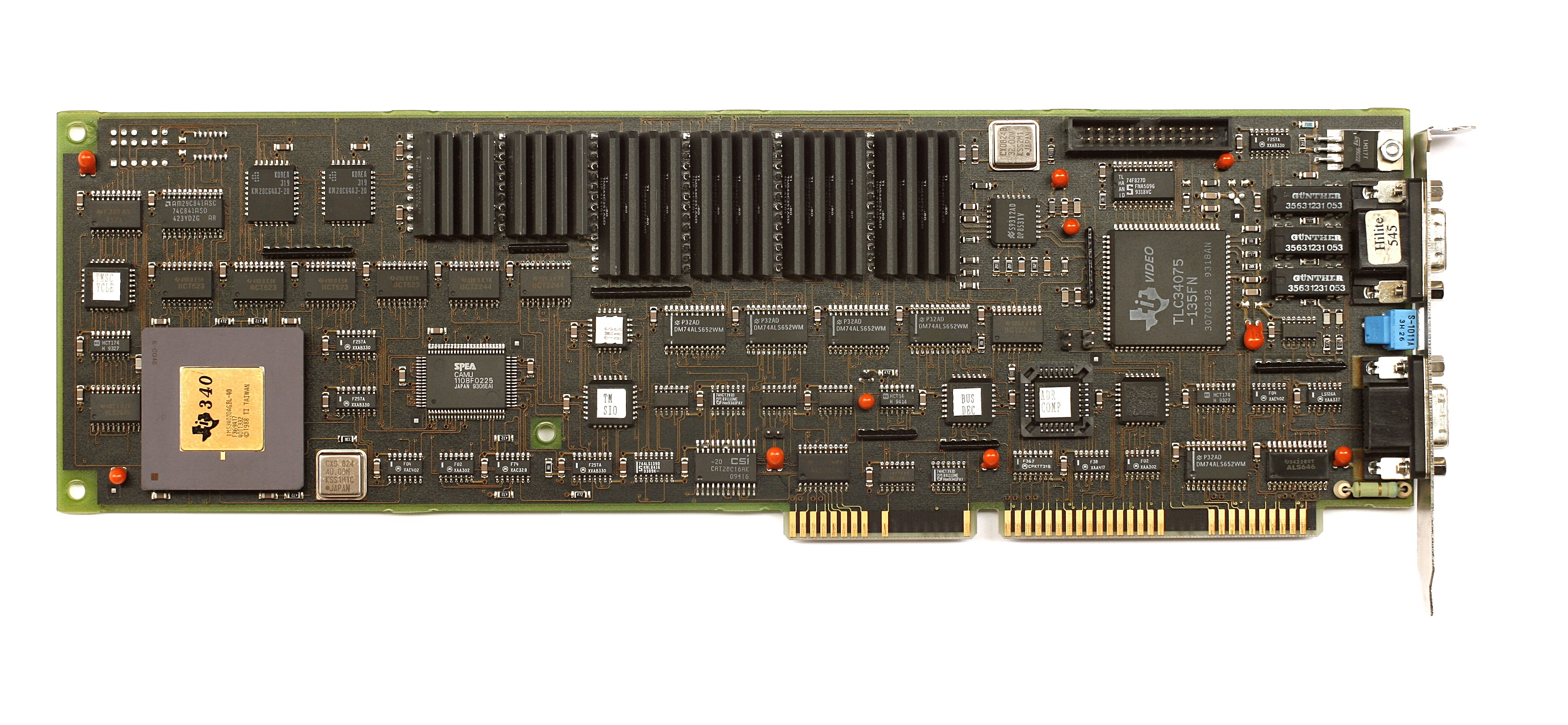
Графическая карта TIGA с TMS34020

TIGA (Texas Instruments Graphics Architecture) — это видеокарта и стандарт графического интерфейса.
В общем стандарт графического интерфейса TIGA не зависит от разрешения и глубины цвета, что обеспечивало определённую перспективу на будущее. Изначально этот стандарт был разработан для высококачественной графики. Однако TIGA не получил широкого распространения, вместо этого VESA и Super VGA стали стандартом де-факто для графических устройств PC-совместимых компьютеров.
Графические процессоры TMS34010 и TMS34020 от Texas Instrument были оригинальными графическими процессорами, совместимыми с TIGA.